# 埃布兰盖姆
埃布兰盖姆（法語：Ebblinghem，法語發音：[ɛblɛ̃ɡɛm]）是法国上法兰西大区北部省的一个市镇，位于该省西部，属于敦刻尔克区。

## 地理
埃布兰盖姆（50°43'56"N, 2°24'35"E）面积9.2 平方千米，位于法国上法蘭西大區北部省，该省份为法国最北部的省份及最长的省份，西北濒北海，西接加来海峡省，南至埃纳省和索姆省，东与比利时接壤。
与埃布兰盖姆接壤的市镇（或旧市镇、城区）包括：斯塔普勒、兰德、勒内斯屈尔。

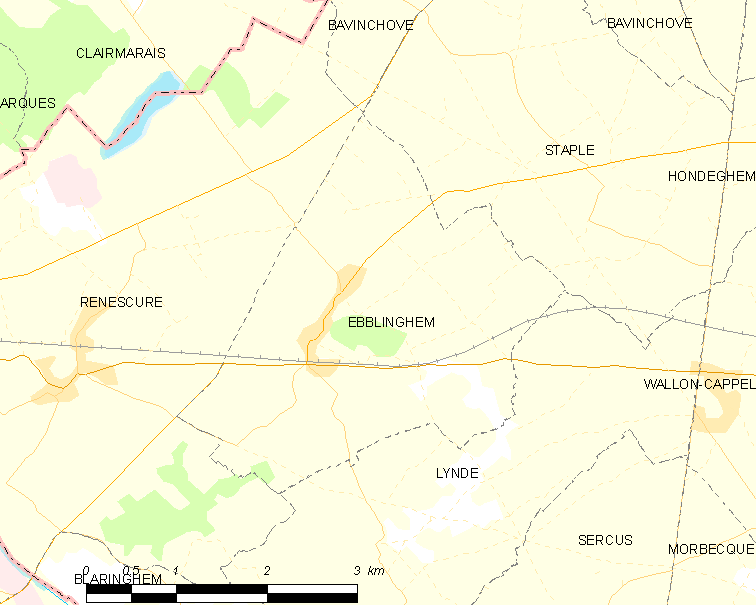
埃布兰盖姆的OSM定位图

埃布兰盖姆的时区为UTC+01:00、UTC+02:00（夏令时）。

## 行政
埃布兰盖姆的邮政编码为59173，INSEE市镇编码为59184。

## 政治
埃布兰盖姆所属的省级选区为阿兹布鲁克县。

## 人口

1962-2008年间埃布兰盖姆人口变化图示

埃布兰盖姆于2022年1月1日时的人口数量为658人。